# Eve Muirhead
Eve Muirhead (Perth, 22 de abril de 1990) es una deportista británica que compite por Escocia en curling. Es hija del jugador de curling Gordon Muirhead, además sus hermanos Thomas y Glen compiten en el mismo deporte.
Participó en cuatro Juegos Olímpicos de Invierno, obteniendo dos medallas, bronce en Sochi 2014 y oro en Pekín 2022, el séptimo lugar en Vancouver 2010 y el cuarto en Pyeongchang 2018.
Ganó tres medallas en el Campeonato Mundial de Curling entre los años 2010 y 2017, una medalla de oro en el Campeonato Mundial de Curling Mixto Doble de 2022 y diez medallas en el Campeonato Europeo de Curling entre los años 2010 y 2021.
Fue la abanderada del Reino Unido en la ceremonia de apertura de los Juegos de Pekín 2022.

## Palmarés internacional
| Representando al Reino Unido   |                        |                   |             |
| Juegos Olímpicos               |                        |                   |             |
| Año                            | Lugar                  | Medalla           | Prueba      |
| 2014                           | Sochi (Rusia)          | Medalla de bronce | Equipo      |
| 2022                           | Pekín (China)          | Medalla de oro    | Equipo      |
| Representando a Escocia        |                        |                   |             |
| Campeonato Mundial             |                        |                   |             |
| Año                            | Lugar                  | Medalla           | Prueba      |
| 2010                           | Swift Current (Canadá) | Medalla de plata  | Equipo      |
| 2013                           | Riga (Letonia)         | Medalla de oro    | Equipo      |
| 2017                           | Pekín (China)          | Medalla de bronce | Equipo      |
| Campeonato Mundial Mixto Doble |                        |                   |             |
| Año                            | Lugar                  | Medalla           | Prueba      |
| 2022                           | Ginebra (Suiza)        | Medalla de oro    | Mixto doble |
| Campeonato Europeo             |                        |                   |             |
| Año                            | Lugar                  | Medalla           | Prueba      |
| 2010                           | Champéry (Suiza)       | Medalla de plata  | Equipo      |
| 2011                           | Moscú (Rusia)          | Medalla de oro    | Equipo      |
| 2012                           | Karlstad (Suecia)      | Medalla de plata  | Equipo      |
| 2013                           | Stavanger (Noruega)    | Medalla de plata  | Equipo      |
| 2014                           | Champéry (Suiza)       | Medalla de bronce | Equipo      |
| 2015                           | Esbjerg (Dinamarca)    | Medalla de plata  | Equipo      |
| 2016                           | Renfrew (Reino Unido)  | Medalla de bronce | Equipo      |
| 2017                           | San Galo (Suiza)       | Medalla de oro    | Equipo      |
| 2019                           | Helsingborg (Suecia)   | Medalla de plata  | Equipo      |
| 2021                           | Lillehammer (Noruega)  | Medalla de oro    | Equipo      |